# Волейбол в Армении
Волейбол в Армении стал культивироваться с середины 1920-х годов.

## Советский период
Армянский волейбол был впервые представлен на всесоюзной арене уже после войны: в 1946 году ереванский «Спартак» участвовал в мужском чемпионате СССР и занял 18-е место среди 19 команд, опередив только кишинёвский «Спартак».
До 1953 года включительно республика была неизменно представлена в чемпионатах страны: в них участвовали ереванские «Спартак» и «Наука», сборная Армянской ССР. Однако они финишировали в районе 15-20-го мест. В 1954 году, когда команды разделили на класс «А» и класс «Б», армянской команды в высшем эшелоне не оказалось.
В 1962 году класс «А» был расширен, туда ввели представителей всех союзных республик. Ереванское «Динамо» заняло 20-е место. В 1965 году динамовцы стали 19-ми и вновь покинули высший эшелон. Во второй группе (первой лиге) ереванские «Динамо», СКИФ, АрмСХТ также занимали место ближе к концу таблицы, в ряде сезонов покидая и её, а в начале 80-х покинув окончательно.
Неудачно выступала сборная Армянской ССР и на волейбольных турнирах летних Спартакиад народов СССР, лишь однажды, в 1956 году, заняв 11-е место.
В женском чемпионате СССР Армения была впервые представлена в 1949 году. Ереванский «Большевик» занял последнее, 24-е место. Ленинаканское «Динамо» и сборная Армянской ССР, представлявшие республику в дальнейшем, также не смогли подняться с аутсайдерских позиций. С середины 50-х годов армянские команды участвовали только в классе «Б», но и там были слабы. Вернуться в класс «А» удалось только благодаря его искусственному расширению в 1962 году ради представительства всех союзных республик. Но ереванский «Ашхатанк» вылетел сразу же, проиграв все матчи чемпионата. Столичные «Спартак», «Буревестник», СКИФ, «ЕрГаз» представлены в первой лиге, периодически вылетая и оттуда, а в 1985 году покинули её окончательно.
Женская сборная Армянской ССР не поднималась выше 12-го места на волейбольных турнирах Спартакиад народов СССР.

## Период независимости
Федерация волейбола Армении существует с 1992 года и входит в Европейскую конфедерацию волейбола и Международную федерацию волейбола.
С 1992 года разыгрывается чемпионат Армении. У мужчин доминируют столичные команды, 12 раз подряд в 2006—2017 годах золото выигрывал ереванский СКИФ. У женщин также чаще побеждают ереванские волейболистки, 9 титулов на счету столичного «Нжде». В чемпионатах участвуют по пять команд, которые играют в два круга.
Сборные Армении никогда не участвовали в чемпионатах Европы и мира, не выступают даже в квалификации и чемпионате малых стран Европы. В рейтинге ФИВБ мужская и женская сборные Армении делят последние места. Для формирования сборных республике не хватает средств.
Культивируется в республике мужской пляжный волейбол, разыгрывается чемпионат Армении.